# 統一門
統一門，正式名稱是祖國統一三大憲章紀念塔（朝鲜语：／），是朝鮮民主主義人民共和國一座已拆除的門型紀念碑，原位置在朝鮮民主主義人民共和國首都平壤南郊统一大道，也是平开高速公路的入口。
该纪念碑高30米、占地10万平方米，在2000年朝韩首脑会晤后动工兴建，于2001年8月14日落成，象征了朝鲜人民盼望统一的愿望。《祖國統一三大憲章》分别为朝鲜建国领导人金日成提出的祖国统一三大原则、高丽民主联邦共和国建立方案和《全民族大团结十大纲领》。
朝鲜劳动党总书记金正恩在2024年1月15日於第十四屆最高人民會議第十次會議發表演說時宣告拆除統一門，同約24日韓國統一部證實已被拆除。

## 建築外觀
兩位身穿傳統禮服的婦女雕像，聯手舉起一個紀念盾牌，該紀念盾牌上雕刻整個朝鮮半島的地形圖，統一大道是一條連繫朝鮮的首都平壤至三八線裡的非軍事區。 
結構象徵朝鮮的人民團結一起使她們的國家和平統一。朝鮮地圖下方的諺文「3대헌장」對應漢字為「三大憲章」，以紀念朝鮮發表三大統一憲章。

## 拆除
在2023年年底朝鮮勞動黨八屆九中全會召開完畢，朝鮮勞動黨總書記金正恩將大韓民國定調爲「朝鮮民主主義人民共和國最敵對國家」之後，在2024年1月13日，朝鮮中央通訊社報導北韓政府在2024年1月12日開始轉變對南韓的政策方針，並開始清理原先用於改善兩韓關係和實現兩韓和平統一的機構。
2024年1月15日，北韓舉行第十四屆最高人民會議第十次會議，金正恩在會議上發表演說時提及「要徹底拆除不三不四建立在平壤南邊難看的統一門，從而抹除北韓乃至於韓民族歷史上有關『統一』、『和解』和『同族』的概念」，至此統一門被宣告拆除，這也是金正恩第一次拆除宣傳金日成統一理念的實體建築標識。
衛星影像顯示，北韓於2024年1月19日至2024年1月22日間拆除統一門，但尚未知曉北韓政府拆除統一門的具體時間與方式，2024年1月24日，南韓統一部證實統一門已被拆除。
《聯合早報》認爲，金正恩欲藉此在北韓內外交困的情況下，調整對南韓的立場，進而安撫北韓民衆的不滿情緒，並加強北韓的內部團結。而韓聯社的分析認爲，此舉意在使美國認可北韓為核武國家。